# 友吉
友吉（ともきち）は、日本の漫画家。男性。

## 作品リスト
- 『謎部のアレ。』芳文社〈まんがタイムKRコミックス〉全1巻（『まんがタイムきららキャラット』2007年7月号 - 2008年7月号）
- 『GoodGame』芳文社〈まんがタイムKRコミックス フォワードシリーズ〉全2巻（『コミックギア』Vol.001 - Vol.002→『まんがタイムきららフォワード』2010年6月号 - 2011年1月号）
- 『ぜつりん！』小学館〈ビッグコミックス〉全4巻（『モバMAN』連載）
  1. 2012年11月30日発売[1]、ISBN 978-4-09-184714-0
  2. 2013年5月30日発売[2]、ISBN 978-4-09-185303-5
  3. 2013年10月30日発売[3]、ISBN 978-4-09-185508-4
  4. 2013年11月29日発売[4]、ISBN 978-4-09-185753-8
- 『変態エルフと真面目オーク』一迅社〈IDコミックス〉、2018年2月27日発売[5][6]、ISBN 978-4-7580-6720-1（非商業WEB漫画・同人誌掲載）
- 『おい、外れスキルだと思われていた《チートコード操作》が化け物すぎるんだが。』双葉社〈モンスターコミックス〉既刊6巻（『マンガがうがう』連載）
  1. 2022年9月30日発売[7][8]、ISBN 978-4-575-41493-6
  2. 2023年3月30日発売[9]、ISBN 978-4-575-41613-8
  3. 2023年9月29日発売[10]、ISBN 978-4-575-41736-4
  4. 2024年3月29日発売[11]、ISBN 978-4-575-41851-4
  5. 2024年9月30日発売[12]、ISBN 978-4-575-41979-5
  6. 2025年3月28日発売[13]、ISBN 978-4-575-42112-5